# Internationale Filmfestspiele von Cannes 1993
Die 46. Internationalen Filmfestspiele von Cannes 1993 fanden vom 13. Mai bis zum 24. Mai 1993 statt.

## Wettbewerb
Im Wettbewerb des diesjährigen Festivals wurden folgende Filme gezeigt:
| Filmtitel                            | Regisseur                  | Produktionsland                       | Darsteller (Auswahl)                                  |
| Body Snatchers                       | Abel Ferrara               | USA                                   | Gabrielle Anwar, Terry Kinney, Billy Wirth            |
| Broken Highway                       | Laurie McInnes             | Australien                            |                                                       |
| Djuba-Djuba                          | Alexander Chwan            | Russland                              | Oleg Menschikow                                       |
| Die Eskorte                          | Ricky Tognazzi             | Italien                               | Claudio Amendola, Enrico Lo Verso                     |
| Falling Down – Ein ganz normaler Tag | Joel Schumacher            | USA, Frankreich                       | Michael Douglas, Robert Duvall, Barbara Hershey       |
| Fiorile                              | Paolo und Vittorio Taviani | Italien, Frankreich, Deutschland      | Claudio Bigagli, Galatea Ranzi, Constanze Engelbrecht |
| Eine Freundschaft                    | Elaine Proctor             | Südafrika, Großbritannien, Frankreich | Kerry Fox                                             |
| In weiter Ferne, so nah!             | Wim Wenders                | Deutschland                           | Otto Sander, Bruno Ganz, Nastassja Kinski             |
| Die Kindheit des Sonnenkönigs        | Roger Planchon             | Frankreich                            | Carmen Maura                                          |
| König der Murmelspieler              | Steven Soderbergh          | USA                                   | Jesse Bradford, Jeroen Krabbé, Lisa Eichhorn          |
| Lebewohl, meine Konkubine 1          | Chen Kaige                 | VR China, Hongkong                    | Leslie Cheung, Gong Li                                |
| Libera ma                            | Alain Cavalier             | Frankreich                            |                                                       |
| Magnificat                           | Pupi Avati                 | Italien                               |                                                       |
| Der Mann auf dem Quai                | Raoul Peck                 | Frankreich, Kanada                    |                                                       |
| Mazeppa                              | Bartabas                   | Frankreich                            |                                                       |
| Meine liebste Jahreszeit             | André Téchiné              | Frankreich                            | Catherine Deneuve, Daniel Auteuil                     |
| Der Meister des Puppenspiels         | Hou Hsiao-Hsien            | Taiwan                                |                                                       |
| Nackt                                | Mike Leigh                 | Großbritannien                        | David Thewlis, Lesley Sharp, Katrin Cartlidge         |
| Das Piano 1                          | Jane Campion               | Australien, Neuseeland, Frankreich    | Holly Hunter, Harvey Keitel, Sam Neill                |
| Raining Stones                       | Ken Loach                  | Großbritannien                        |                                                       |
| Ein schräger Vogel                   | Stephan Elliott            | Australien                            | Phil Collins, Hugo Weaving                            |
| Und ewig schleichen die Erben        | Robert Young               | Großbritannien                        | Eric Idle, Rick Moranis, Barbara Hershey              |
| Viel Lärm um nichts                  | Kenneth Branagh            | Großbritannien, USA                   | Kenneth Branagh, Emma Thompson, Keanu Reeves          |

## Internationale Jury
In diesem Jahr war der französische Regisseur Louis Malle Jurypräsident. Er stand einer Jury mit folgenden Mitgliedern vor: Claudia Cardinale, Inna Tschurikowa, Judy Davis, Abbas Kiarostami, Emir Kusturica, William Lubtchansky, Tom Luddy, Gary Oldman und Augusto M. Seabra.

## Preisträger
- Goldene Palme: Lebewohl, meine Konkubine und Das Piano
- Großer Preis der Jury: In weiter Ferne, so nah!
- Sonderpreise der Jury: Der Meister des Puppenspiels und Raining Stones
- Bester Schauspieler: David Thewlis in Nackt
- Beste Schauspielerin: Holly Hunter in Das Piano
- Bester Regisseur: Mike Leigh für Nackt
- Technikpreis: Mazeppa für Kamera und Ton
- Goldene Kamera: Der Duft der grünen Papaya

## Weitere Preise
- FIPRESCI-Preis: Lebewohl, meine Konkubine
- Preis der Ökumenischen Jury: Libera me